# Сехнер
Сехне́р (рос. Сехнер, чув. Сехнер) — селище у складі Ібресинського району Чувашії, Росія. Входить до складу Буїнського сільського поселення.
Населення — 11 осіб (2010; 39 у 2002).
Національний склад:
- чуваші — 100 %